# Tropidosaura essexi
Espèce
Tropidosaura essexi est une espèce de sauriens de la famille des Lacertidae.

## Répartition
Cette espèce se rencontre au KwaZulu-Natal en Afrique du Sud et au Lesotho.

## Étymologie
Cette espèce est nommée en l'honneur de Robert Essex .

## Publication originale
- Hewitt, 1927 : Further descriptions of reptiles and batrachians from South Africa. Record of the Albany Museum, Grahamstown, vol. 3, no 5, p. 371-415.